# Ordgarius bicolor
Ordgarius bicolor is een spinnensoort uit de familie van de wielwebspinnen (Araneidae).
De wetenschappelijke naam van de soort werd in 1899 gepubliceerd door Reginald Innes Pocock.